# Ле Гранд, Федде
Фе́дде Ле Гра́нд (нидерл. Fedde Le Grand, род. 7 сентября 1977, Нидерланды) — нидерландский диджей и музыкальный продюсер. В 2006 году выпустил трек «Put Your Hands Up 4 Detroit», занявший 1-е место в UK Singles Chart и продержавшийся в чарте 30 недель. В 2017 году занял 39 место в списке лучших диджеев мира по версии журнала DJ Magazine.

## Биография
В 1994 году Федде ле Гранд начал выступать в качестве диджея в местных барах и клубах в Утрехте. Там его заметили и предложили работу в клубе Danssalon в Эйндховене, который в то время считался одним из ведущих в Нидерландах. Работа в этом клубе в течение двух лет помогла ему усовершенствовать свои диджейские навыки и позволила начать выступать в крупнейших клубах страны.
Он стал выступать на вечеринках в ведущих клубах Нидерландов — Escape и Love Boat в Амстердаме, Jackies, Thalia, Discotheque и Now & Wow в Роттердаме, De Rechter в Эйндховене. Организованная им вечеринка Sneakerz в амстердамском клубе Panama стала одной из лучших в Нидерландах. Помимо работы диджеем, Федде ле Гранд постепенно начал заниматься созданием собственной музыки. С 2001 года он вместе с друзьями создавал музыку для видеоигры Cyclone Circus для PlayStation 2.
В 2004 году на Little Mountain Recordings, лейбле Sander Kleinenberg, вышли первые спродюсированные им синглы его друга Erick E «Make You Smile» и «Ya Don’t Stop». В том же году он совместно с другим другом Robin M выпускает на лейблах Influence (лейбл Antoine Clamaran) и Work два своих трека «The Vibe» и «Las Vegas». В рамках сольного проекта F.L.G. он выпускает «Electronic EP» и «Big Funk / Nonstopbodyrock». В начале 2006 года под своим собственным именем Fedde Le Grand он выпускает сингл «I Miss You» на Flamingo Recordings.
В 2006 году Федде ле Гранд выпускает свой международный хит «Put Your Hands Up For Detroit». По словам самого музыканта, идея трека возникла у него за четыре года до его релиза. За это время он создал семь версий композиции, однако ни одна из них ему не понравилась. По его словам, всё изменилось, когда по дороге в студию он начал напевать свою знаменитую bassline, после чего завершил работу над финальной версией за три дня. 
Изначально Федде ле Гранд использовал трек как своё «секретное оружие» на вечеринках Sneakerz в клубе Panama. Трек понравился аудитории, и диджей решил выпустить его на лейбле Flamingo Recordings. Вскоре трек распространился среди местных диджеев и попал в поле зрения английского лейбла Cr2. 17 июля 2006 года они выпустили этот трек, после чего он получил международное распространение. Пит Тонг неоднократно включал композицию в свою передачу Essential Selection, особенно версию с D12, а также ремиксы на этот трек от DJ Delicious & Till West, TV Rock & Dirty South и Claude Van Stroke. Также трек был признан летним гимном 2006 года на Ивисе и получил признание клубного сообщества во всем мире.
После успеха трека Федде ле Гранд получил предложения о создании ремиксов на произведения Sharam (половинка Deep Dish) «Party All The Time», Erick E «The Beat Is Rocking», Roog & Greg (известные также как Hardsoul) «Wicked World» и Tall Paul «Rock Da House».
17 августа 2006 года на лейбле Toolroom Trax вышел его новый сингл совместно с MC Gee под названием «Just Trippin’» с ремиксами от John Dahlback, Danny Freakazoid & Elvis Benait и Seb Fontaine & Jay P. Трек был выполнен в стилистике, близкой к «Put Your Hands Up For Detroit», и получил поддержку ряда известных диджеев мира.
В 2011 году Федде ле Гранд занял 14-е место в рейтинге лучших диджеев года по версии DJ Magazine.

## Синглы (общее)
- 2004 Aah Yeah
- 2004 Get This Feeling
- 2004 Jackpot
- 2005 I Miss You
- 2006 U Know Who
- 2006 Put Your Hands Up For Detroit
- 2006 Take No Shhh
- 2007 Just Tripping
- 2007 Wheels In Motion (With Funkerman)
- 2008 3 Minutes To Explain (With Funkerman)
- 2009 F1
- 2009 Amplifier
- 2009 Scared Of Me
- 2009 Output(Single)
- 2009 Let me be Real (With Mitch Crown)
- 2009 The Joker
- 2010 Back & Forth (ft. Mr. V)
- 2010 Rockin' High (with Nicky Romero)
- 2011 Metrum
- 2012 Turn It (with Deniz Koyu)
- 2012 Sparks (with Nicky Romero)
- 2012 RAW
- 2012 Rockin’N’Rolling (with Michael Calfan)
- 2013 Lion (Feel the Love) — Fedde Le Grand & Michael Calfan
- 2013 Where We Belong — Fedde Le Grand & Di-rect
- 2014 You Got This — Fedde Le Grand
- 2014 Don’t Give Up — Fedde Le Grand
- 2014 Twisted — Fedde Le Grand

## Дискография

### Альбомы
- 2007: Sessions
- 2009: Output
- 2011: Be at Space (совместно с Маркусом Шульцем)

### Сингл
Релиз в Великобритании
| Год  | Название                                | Позиция в Великобритании | Позиция в Великобритании     | Позиция в Великобритании         |
| Год  | Название                                | по Великобритании        | скачивание по Великобритании | Клубная музыка по Великобритании |
| ---- | --------------------------------------- | ------------------------ | ---------------------------- | -------------------------------- |
| 2006 | «Put Your Hands Up 4 Detroit»           | 1                        | 1                            | 1                                |
| 2007 | «The Creeps» (Vs Camille Jones)         | 7                        | 8                            | 1                                |
| 2007 | «Let Me Think About It» (Vs Ida Corr)   | 2                        | 2                            | 1                                |
| 2008 | «3 Minutes To Explain» (with Funkerman) | -                        | -                            | -                                |

| Год  | Название                                                       | Позиция в списке | Позиция в списке | Позиция в списке | Позиция в списке | Позиция в списке | Позиция в списке | Позиция в списке | Позиция в списке | Позиция в списке |
| Год  | Название                                                       | Нидерланды       | AUS              | IRL              | BEL              | GER              | FIN              | SWE              | SPA              | ROM              |
| ---- | -------------------------------------------------------------- | ---------------- | ---------------- | ---------------- | ---------------- | ---------------- | ---------------- | ---------------- | ---------------- | ---------------- |
| 2004 | «Las Vegas»                                                    | -                | -                | -                | -                | -                | -                | -                | -                | -                |
| 2005 | «The Vibe»                                                     | -                | -                | -                | -                | -                | -                | -                | -                | -                |
| 2005 | «I Miss You»                                                   | -                | -                | -                | -                | -                | -                | -                | -                | -                |
| 2005 | «Get This Feeling»                                             | -                | -                | -                | -                | -                | -                | -                | -                | -                |
| 2006 | «Put Your Hands Up 4 Detroit»                                  | 4                | 8                | 3                | 14               | 59               | 1                | 44               | 1                | 8                |
| 2006 | «Just Trippin'» (Feat. MC Gee)                                 | 50               | -                | -                | -                | -                | -                | -                | 10               | -                |
| 2007 | «Take No Shhh» (pres. Flamingo Project)                        | -                | -                | -                | -                | 2                | -                | -                | 29               | -                |
| 2007 | «The Creeps (Vs. Fedde Le Grand)/The Creeps (с Camille Jones)» | 18               | 15               | 20               | 21               | 82               | -                | -                | 1                | 11               |
| 2007 | «Aah Yeah!»                                                    | -                | -                | -                | -                | -                | -                | -                | -                | -                |
| 2007 | «Wheels in Motion» (c Funkerman)                               | 15               | -                | -                | -                | -                | -                | -                | 6                | -                |
| 2007 | «Mirror 07-07-07» (с Ida Corr)                                 | 51               | -                | -                | 4                | -                | -                | -                | 6                | -                |
| 2007 | «Let Me Think About It» (с Ida Corr)                           | 11               | 14               | 8                | -                | 14               | -                | -                | 1                | 2                |
| 2007 | «3 Minutes To Explain» (c Funkerman)                           | 43               | -                | -                | -                | -                | -                | -                | 1                | -                |
| 2008 | «Get This Feeling» (Re-Issue)                                  | -                | -                | -                | -                | -                | -                | -                | -                | -                |
| 2009 | «F1»                                                           | -                | -                | -                | -                | -                | -                | -                | -                | -                |
| 2009 | «Scared Of Me» (c Mitch Crown)                                 | -                | -                | -                | -                | 80               | -                | -                | -                | -                |
| 2009 | «Let Me Be Real»                                               | -                | -                | -                | -                | 89               | -                | -                | -                | -                |

### Ремиксы
- 2004: Anita Kelsey — Every Kiss
- 2005: Funkerman & RAF — Rule The Night
- 2005: Erick E — Boogie Down
- 2005: Funkerman — The One
- 2006: Camille Jones — The Creeps
- 2006: Erick E Feat. Gina J — Boogie Down
- 2006: Freeform Five — No More Conversations
- 2006: Olav Basoski Feat. Mc Spyder — Like Dis
- 2006: Erick E — The Beat Is Rockin'
- 2006: Sharam — PATT (Party All The Time)
- 2007: Ida Corr — Let Me Think About It
- 2007: The Factory — Couldn’t love you more
- 2007: Robbie Williams — King Of Bongo
- 2007: Samim — Heater
- 2008: Martin Solveig — C’est la Vie
- 2008: Madonna — Give It 2 Me
- 2008: Stereo MCs — Black Gold

### Бутлеги
- 2006: Put Your Hands Up 4 the Wall — Fedde Le Floyd (Fedde Le Grand с Pink Floyd)
- 2006: Sexy Hands — Justin Le Grand (Fedde Le Grand с Justin Timberlake)
- 2007: What The Shhhh — Fedde Le Grand с Fatboy Slim
- 2007: Detroit Satisfaction — Fedde Le Grand с Benny Benassi
- 2008: 4 My People — Fedde Le Grand с Disco Kid

### Мегамиксы
- 2007: MySpace Exclusive Mix (Take No Shhh + Put Your Hands Up 4 Detroit + The Creeps + Aah Yeah! + Just Tripin' + Wheels In Motion + Get This Feeling)
- 2007: MySpace Exclusive Mix 2 (Intro Fedde Le Grand + House Music + 3 Minutes To Explain + Let Me Think About It + Electric Dreams)

## Клипы
| Год  | Название                             | Режиссёр(ы)    | Альбом                    |
| ---- | ------------------------------------ | -------------- | ------------------------- |
| 2006 | «Put Your Hands Up For Detroit»      | Marcus Adams   | (non-album single)        |
| 2007 | «The Creeps» (с Camille Jones)       | Marcus Adams   | Surrender (Camille Jones) |
| 2007 | «Let Me Think About It» (с Ida Corr) | Marcus Adams   | One (Ida Corr)            |
| 2008 | «3 Minutes To Explain»               | Home8          | Output                    |
| 2009 | «Scared Of Me»                       | Home8          | Output                    |
| 2009 | «Let Me Be Real»                     | Oscar Verpoort | Output                    |